# Premochtherus tashcumarius
Premochtherus tashcumarius là một loài ruồi trong họ Asilidae. Premochtherus tashcumarius được Lehr miêu tả năm 1996. Loài này phân bố ở vùng Cổ Bắc giới.